# 埃基伊
埃基伊（法語：Équilly，法語發音：[ekiji]）是法国芒什省的一个市镇，属于阿夫朗什区。

## 地理
埃基伊（48°50'24"N, 1°23'13"W）面积5.65 平方千米，位于法国诺曼底大区芒什省，该省份为法国西北部沿海省份，西、北、东北三面环大西洋，东起顺时针与卡爾瓦多斯省、奧恩省、马耶讷省和伊勒-维莱讷省接壤。
与埃基伊接壤的市镇（或旧市镇、城区）包括：博尚、福利尼、拉艾佩内勒、奥基尼、拉默德拉基耶尔、谢讷河畔加夫赖。

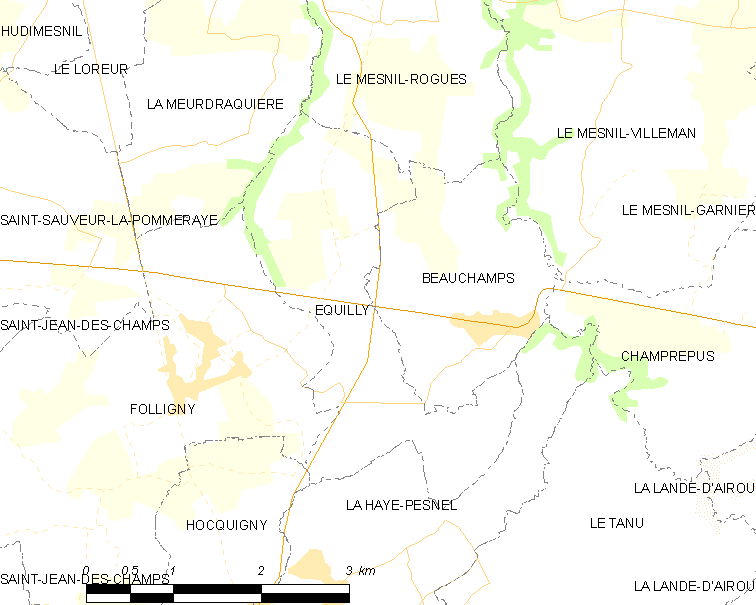
埃基伊的OSM定位图

埃基伊的时区为UTC+01:00、UTC+02:00（夏令时）。

## 行政
埃基伊的邮政编码为50320，INSEE市镇编码为50174。

## 政治
埃基伊所属的省级选区为布雷阿勒县。

## 人口

1962-2008年间埃基伊人口变化图示

埃基伊于2022年1月1日时的人口数量为194人。